# Sopó
Sopó là một khu tự quản thuộc tỉnh Cundinamarca, Colombia. Thủ phủ của khu tự quản Sopó đóng tại Sopó Khu tự quản Sopó có diện tích ki lô mét vuông. Đến thời điểm ngày 28 tháng 5 năm 2005, khu tự quản Sopó có dân số 11416 người.